# Nina Derwael
Nina Derwael (Sint-Truiden, 26 marzo 2000) è una ginnasta belga, campionessa olimpica e due volte campionessa mondiale alle parallele asimmetriche.
Nel corso dei Campionati Europei di Cluj-Napoca 2017 è diventata la prima ginnasta della propria nazione a vincere un titolo europeo, e in seguito anche la prima a conquistare una medaglia ai Campionati mondiali, vincendo il bronzo alle parallele asimmetriche a Montreal 2017.

## Carriera junior
Durante la sua carriera giovanile ha partecipato al Festival olimpico della gioventù europea vincendo a Tbilisi 2015 due medaglie d'argento nella gara a squadre e nelle parallele asimmetriche, più il terzo posto ottenuto al corpo libero.

## Carriera senior

### 2016
Nel 2016 ha iniziato a gareggiare a livello senior partecipando agli Europei di Berna 2016 e poi alle Olimpiadi di Rio de Janeiro 2016, dove non è riuscita ad accedere alla finale delle parallele asimmetriche ed è giunta al 19º posto nel concorso individuale.

### 2017
Ai Europei di Cluj-Napoca vince il titolo alle parallele asimmetriche, piazzandosi inoltre settima nel concorso generale; sei mesi dopo è anche medaglia di bronzo ai Mondiali di Montreal, sempre nello stesso attrezzo.

### 2018
Agli Europei di Glasgow 2018 si conferma campionessa alle parallele e vince pure una medaglia d'argento alla trave. Le parallele le valgono anche una prestigiosa medaglia d'oro ai Mondiali di Doha 2018, davanti alla pluripremiata statunitense Simone Biles e alla tedesca Elisabeth Seitz. Manca di poco il podio nelle altre due finali disputate, con un doppio quarto posto nel concorso individuale e alla trave.

### 2019
Assente agli Europei di Stettino 2019 per potersi preparare al meglio per i Campionati mondiali di Stoccarda 2019, nell'ottica di contribuire alla qualificazione della squadra del Belgio alle Olimpiadi di Tokyo 2020, Derwael prende parte ai II Giochi europei che si sono svolti a Minsk nel giugno 2019, aggiudicandosi la medaglia d'oro nella trave e terminando quarta nelle parallele asimmetriche. Ai Mondiali di Stoccarda 2019 si è confermata campionessa alle parallele asimmetriche, davanti a Rebecca Downie e a Sunisa Lee, ed è giunta quinta nel concorso individuale, mentre si è ritirata nella finale del corpo libero a causa del riacutizzarsi di un infortunio al piede.

### 2021

#### Olimpiadi di Tokyo
Il 25 luglio prende parte alle Qualifiche, tramite le quali la nazionale belga accede alla finale a squadre col quinto miglior punteggio: il miglior risultato nella storia del Belgio. Individualmente si qualifica al settimo posto per la finale all-around e al primo per la finale alle parallele, oltre ad essere seconda riserva al corpo libero.
Il 27 luglio la squadra belga termina all'ottavo posto nella finale a squadre.
Il 29 luglio partecipa alla finale all-around, terminando al sesto posto.
Il 1º agosto prende parte alla finale alle parallele, dove vince l'oro: è la prima medaglia olimpica per una ginnasta belga.